# خوان كارلوس فالكون
خوان كارلوس فالكون (بالإسبانية: Juan Carlos Falcón)‏ هو لاعب كرة قدم أرجنتيني، ولد في 19 نوفمبر 1979 في General Villegas ‏ في الأرجنتين. لعب مع أتلانتي إف سي وديفنسا خوستيكا وغودوي كروز وفيليز سارسفيلد ونادي أتليتيكو كولون ونادي راسينغ.

## وصلات خارجية
- خوان كارلوس فالكون على موقع إي إس بي إن إف سي (الإنجليزية)
- خوان كارلوس فالكون على موقع قاعدة بيانات كرة القدم.إي يو (الإنجليزية)